# Halbtagsarbeit
Die Halbtagsarbeit ist ein Arbeitszeitmodell und stellt das wohl bekannteste Modell der Teilzeitarbeit dar. Die Arbeitszeit des Arbeitnehmers wird dabei meist auf die Hälfte reduziert und meistens an fünf Tagen in der Woche am Vor- oder Nachmittag erbracht.
Um Halbtagsarbeit zu realisieren, wird eine Stelle mit einem reduzierten Arbeitsaufkommen benötigt. Wenn dies nicht der Fall ist, müssen zwei Halbtagskräfte die Arbeit erfüllen. Hierbei ist eine gute Kommunikation zwischen den Mitarbeitern nötig, und sie müssen gut miteinander auskommen. Probleme können sich ergeben, wenn einer der Mitarbeiter das Unternehmen oder die Stelle verlässt.
Der Arbeitnehmer kann durch dieses Modell konzentrierter an die Arbeit gehen, da die Arbeitsbelastung geringer ist. Ist die Halbtagsarbeit nur auf den Vormittag begrenzt, kann der Arbeitnehmer sich beispielsweise gut um schulpflichtige Kinder kümmern.
Problematisch sind in der Praxis die Besetzung des Nachmittagsdienstes und die starre Struktur.